# Словарь данных
Словарь данных, описанный в Словаре вычислений от IBM (IBM Dictionary of Computing) как «центральное хранилище информации о данных, такой как значение, взаимосвязи с другими данными, их источник, применение и формат.» Термин может иметь одно из близких по смыслу значений, относясь к базам данных и СУБД:
- документ, описывающий базу данных или комплект баз данных
- целый компонент СУБД, необходимый для определения её структуры
- часть подпрограммного ПО, расширяющее или подменяющее встроенные словари данных СУБД

## Документация словаря данных
Словарь данных содержит информацию об источниках, форматах и взаимосвязях между данными, их описания, сведения о характере использования и распределении ответственности. Словарь данных можно рассматривать как вспомогательную базу данных, в которой хранится информация об основной базе данных.
Пользователи баз данных и разработчики приложений могут получить выгоду от единого стандартизированного документа словаря данных, который перечисляет организацию, содержимое, соглашения по одной или более баз данных. Это обычно включает в себя имена и описания различных таблиц и полей в каждой базе данных, дополнительные детали такие, как тип и длина каждого элемента данных. Не существует универсального стандарта, описывающего уровень детализации в подобном документе, но есть основное описание метаданных о структуре базы данных, а не о самих данных. Документ словаря данных также может включать в себя дополнительную информацию, описывающую кодирование элементов данных. Одним из преимуществ хорошо спроектированного словаря данных является то, что он помогает упорядочить структуру базы данных или большого комплекса распределенных баз данных.

## Словарь данных как промежуточное ПО
В области создания приложений для баз данных может быть полезным добавление дополнительного программного слоя словаря данных, то есть подпрограммного ПО, который будет взаимодействовать с нижележащим словарем данных СУБД. Такой «высокоуровневый» словарь данных может обеспечить дополнительные возможности и степень гибкости, который обойдет ограничения естественного «низкоуровневого» словаря данных, чье главное назначение заключается в поддержке основных функций СУБД, а не требований обычных приложений. Например, высокоуровневый словарь данных может реализовывать альтернативные ER-модели данных, приспособленных под различные приложения, которые совместно используют распространенные базы данных. Расширения словаря данных также могут помочь и в области оптимизации запросов в распределенных базах данных.
Платформы, предназначенные для быстрой разработки приложений, иногда содержат в себе высокоуровневые инструменты словаря данных, которые могут существенно снизить значимость программных требований к разработке меню, форм, отчетов и прочих компонентов приложений баз данных, включая сами базы данных. Например, PHPLens содержит библиотеку классов языка PHP для автоматизации создания таблиц, индексов и внешних ключей переносимых на разные базы данных. Другим словарем данных, основанным на PHP, является часть набора полезных программ RADICORE, автоматически создающего программные объекты, скрипты и SQL-код для меню и форм с проверкой данных и комплексными объединениями. Для платформы ASP.NET компания Base One International разработала словарь данных, обеспечивающий кросс-СУБД возможности для автоматизированного создания баз данных, проверки данных, улучшения производительности (кэширование и использование индексов), безопасность приложений, а также дополнительные типы данных.